# Кубок Іспанії з футболу 1918
Кубок Іспанії з футболу 1918 — 18-й розіграш кубкового футбольного турніру в Іспанії. Титул вперше здобув Реал Уніон. 

## Календар
| Раунд        | Дата                                               | Матчі | Клуби |
| ------------ | -------------------------------------------------- | ----- | ----- |
| Перший раунд | 8 квітня - 7 травня/ 16 квітня 1918 (перегравання) | 3+1   | 6 → 4 |
| 1/2 фіналу   | 21 квітня - 9 травня 1918                          | 3     | 4 → 2 |
| Фінал        | 12 травня 1918                                     | 1     | 2 → 1 |

## Перший раунд
| Команда 1        | Заг. | Команда 2 | 1-й матч | 2-й матч |
| ---------------- | ---- | --------- | -------- | -------- |
| 8/14 квітня 1918 |      |           |          |          |
| Еспаньйол        | 3:1  | Мадрид    | 3:0      | 0:1      |

| Команда 1     | Рахунок | Команда 2        |
| ------------- | ------- | ---------------- |
| 7 травня 1918 |         |                  |
| Реал Уніон    | 4:1     | Спортінг (Хіхон) |

Перегравання
| Команда 1      | Рахунок | Команда 2 |
| -------------- | ------- | --------- |
| 16 квітня 1918 |         |           |
| Еспаньйол      | 1:2     | Мадрид    |

## 1/2 фіналу
| Команда 1         | Заг. | Команда 2 | 1-й матч | 2-й матч |
| ----------------- | ---- | --------- | -------- | -------- |
| 21/28 квітня 1918 |      |           |          |          |
| Рекреатіво        | 0:6  | Мадрид    | 0:2      | 0:4      |

| Команда 1     | Рахунок | Команда 2      |
| ------------- | ------- | -------------- |
| 9 травня 1918 |         |                |
| Реал Уніон    | 4:1     | Фортуна (Віго) |

## Фінал
| 12 травня 1918 |

| Реал Уніон         | 2:0      | Мадрид |
| ------------------ | -------- | ------ |
| Легаррета 45', 85' | Протокол |        |

| Кампо де О'Доннелл, Мадрид Арбітр: Франсіско Торренс |